# Daying (köpinghuvudort i Kina, Shanxi Sheng, lat 39,29, long 113,76)
Daying är en köpinghuvudort i Kina. Den ligger i provinsen Shanxi, i den norra delen av landet, omkring 190 kilometer nordost om provinshuvudstaden Taiyuan. Antalet invånare är 17 261. Befolkningen består av 8 242 kvinnor och 9 019 män. Barn under 15 år utgör 21,0 %, vuxna 15-64 år 69 %, och äldre över 65 år 9,0 %.
Runt Daying är det ganska tätbefolkat, med 104 invånare per kvadratkilometer. Närmaste större samhälle är Shahe, 18,2 km väster om Daying. Trakten runt Daying består i huvudsak av gräsmarker.
Genomsnittlig årsnederbörd är 671 millimeter. Den regnigaste månaden är juli, med i genomsnitt 170 mm nederbörd, och den torraste är januari, med 4 mm nederbörd.